# Андора ла Веља
Андора ла Веља (кат. Andorra la Vella) је главни град Андоре. Према попису из 2011. године у граду је живело 22.256 становника. Простире се на 59 km². Становништво је разнолико. У граду је 43% Шпанаца, 33% Андорана, 11% Португалаца, 7% Француза и 6% осталих. Званични језик је каталонски. Главни је град Андоре од 1278.

## Историја
На месту данашњег града постоје налазишта из каменог доба. Постоје подаци да је град основан у неолиту. У време Карла Великог је спадао у франачку историјску покрајину Марка Испаника. У 8. веку у град су стигли Маври. 1278. године је проглашен андорском престоницом. Из тог доба потиче старо градско језгро. 1707. је изграђена зграда парламента. У 20. веку подручје града није имало велики историјски значај, па чак није укључено у Версајски уговор. 1930.-их Борис Скосирев је успоставио демократију. 1993. је службено успостављена парламентарна демократија. 1991. и 2005. је град био домаћин Игара малих европских држава.

## Географија
Андора ла Веља се налази у долини између планина Валира дел Норд и Валира дел Ориент које припадају планинском венцу Пиринеји. Смештен је на реци Валири. С обзиром на висину од 1.023 m, највиши је главни град у Европи и популарно скијалиште.

### Клима
Температуре током године су од −1 °C до 20 °C.

## Знаменитости
Позната је по старом градском језгру с каменим улицама и кућама. Такође је позната црква Светог Стјепана Првомученика изграђена у 11. веку у романичком стилу. Значајна је зграда парламента у старом делу града. Најстарија и најпознатија црква је вероватно црква у жупи Санта Колома. Највећи културни центри у граду су владина дворана, главни музеј и градско позориште. Такође је познат градски трг.

## Становништво
У граду има највише Шпанаца (43%), Андораца (33%), Португалаца (11%) и Француза (7%). Службени језик је каталонски, а говоре се шпански, португалски и француски. У вери превладавају римокатолици.

## Привреда
Андора ла Веља је привредно средиште Андоре. Већина андорских компанија овде има седиште. Сваке године долази око 10 милиона туриста, што доноси велике приходе. Такође, град је и једно од европских банкарских средишта. Иако држава није чланица Европске уније, користи евро.

### Саобраћај
Као главни град, повезан је с већим аеродромима у Тулузу, Гирони, Перпињану и Барселони. С обзиром на рељеф ваздушни саобраћај није развијен. У граду постоји железничка станица као и градски превоз аутобусом. Железницом је повезан с француским градићем Л'Оспитале-пре-л'Андор који је повезан с Паризом и Барселоном.

## Партнерски градови
- Фоа
- Ваљс
- Sant Pol de Mar